# Fulmentum
Fulmentum là một chi ốc biển, là động vật thân mềm chân bụng sống ở biển trong họ Pseudolividae.

## Các loài
Các loài trong chi Fulmentum gồm có:
- Fulmentum ancilla (Hanley, 1859)
- Fulmentum sepimentum (Rang, 1832)[3]